# Spanskkörvlar
Spanskkörvlar (Myrrhis) är ett släkte av flockblommiga växter. Spanskkörvlar ingår i familjen flockblommiga växter.

## Bildgalleri

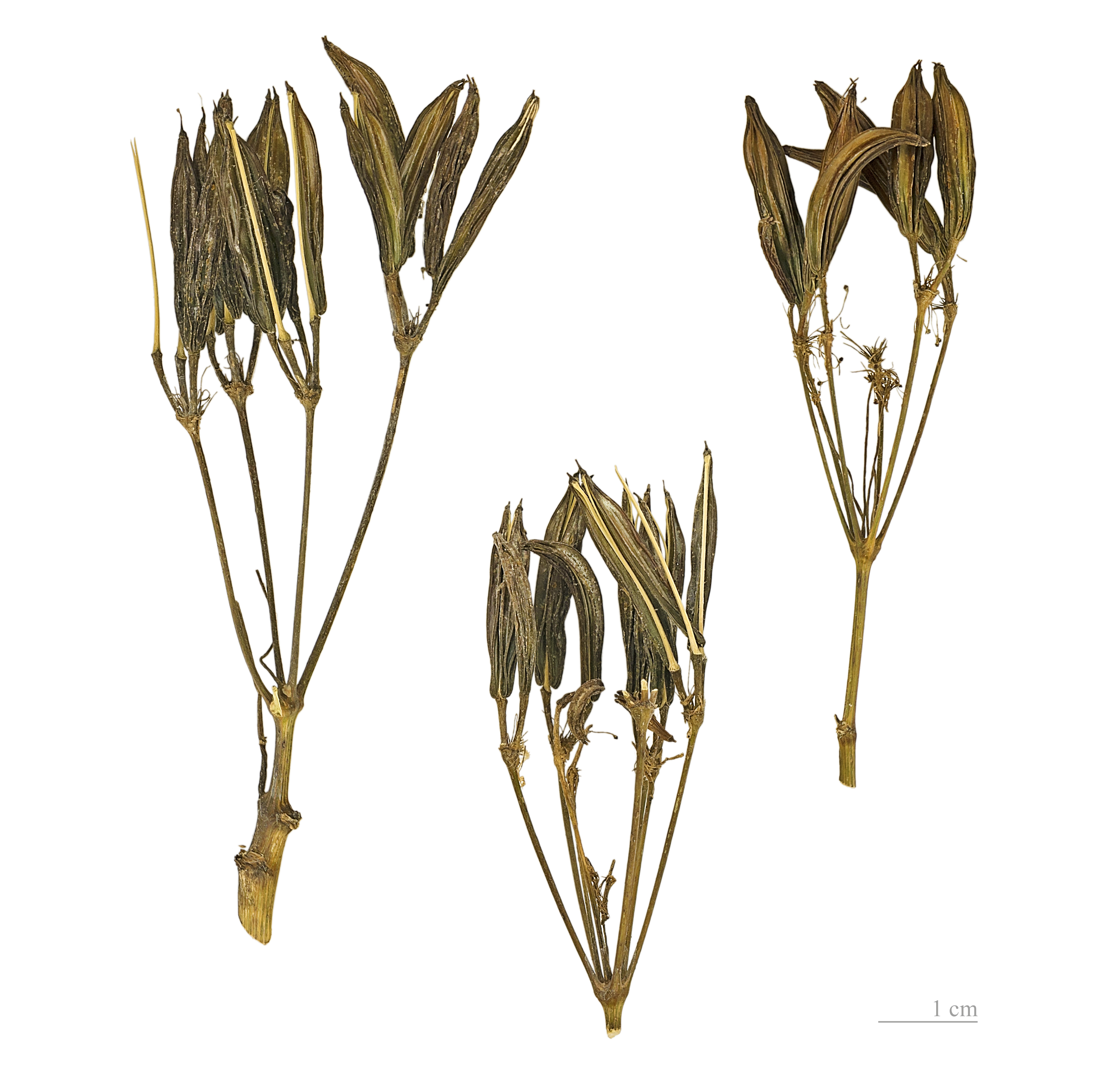

## Dottertaxa till Spanskkörvlar, i alfabetisk ordning[1]
- Myrrhis alpina
- Myrrhis arborescens
- Myrrhis aurea
- Myrrhis australis
- Myrrhis brevipedunculata
- Myrrhis bulbosa
- Myrrhis bunium
- Myrrhis capensis
- Myrrhis chaerophyllea
- Myrrhis cicutaria
- Myrrhis clavata
- Myrrhis gracilis
- Myrrhis hirsuta
- Myrrhis iberica
- Myrrhis longifolia
- Myrrhis maculata
- Myrrhis magellensis
- Myrrhis millefolia
- Myrrhis nodosa
- Myrrhis odorata spanskkörvel
- Myrrhis pecten-veneris
- Myrrhis sulcata
- Myrrhis tenerrima
- Myrrhis tenuifolia
- Myrrhis torquata
- Myrrhis tuberosa